# 帶子狼
《帶子狼》（子連れ狼，或译作《带子雄狼》、香港譯《狼斬虎屠龍劍》）是日本的一部以江戶時代為背景的時代劇漫畫，故事主角拝一刀因為與柳生藩在將軍御前比試並赢取「公儀介錯人」一職後，遭柳生嫉恨並陷害，導致家破妻亡，帶著獨子拝大五郎流亡天涯。父子流亡途中不斷與柳生一族派來滅口的殺手死鬥，另一方面以「一殺五百兩」代價接受刺客任務籌措資金，購買大量武器、炸彈要對柳生家復仇。拝一刀推著大五郎的嬰兒車是《帶子狼》最深入人心的形象。
題名《帶子狼》中的「狼」字除了是形容主角拝一刀的孤獨與強悍之外，也和其姓「拝」（おがみ，Ogami）有諧音，日語的「狼」讀作「（Ookami）」。

## 歷史

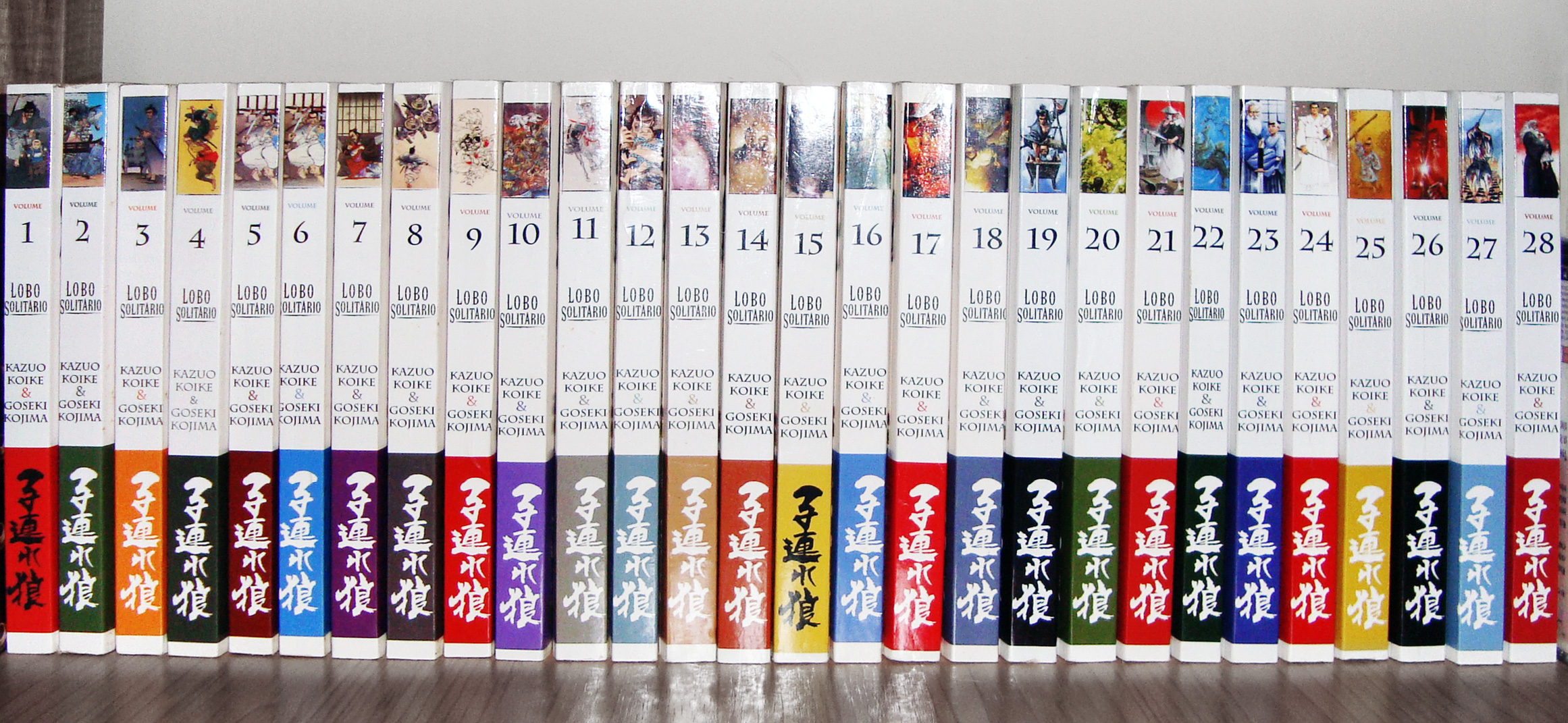
《帶子狼》全套單行本

《帶子狼》的原作為小池一夫，作畫為小島剛夕，於1970年9月至1976年4月間刊載於青年漫畫雜誌《漫畫ACTION》上。27年後，2003年11月在《週刊POST》開始刊載以繼承父親遺志的大五郎為主角的續作《新·帶子狼》；不過由於小島剛夕已於2000年亡故，此部開始是由森秀樹作畫，原作仍為小池一夫。2007年1月，《新·帶子狼》移轉到《時代劇漫畫 刃-JIN-》上刊載，並改名為《後來－帶子狼 刺客之子》（そして−子連れ狼 刺客の子）。2008年7月，《後來－帶子狼 刺客之子》暫時停止連載，可能會再轉到其他漫畫雜誌上續刊。

## 評價
《帶子狼》是小池一夫與小島剛夕的代表作，在日本得到很高的評價，單行本的發行本數在日本國内超過830萬本，膾炙人口，後來還多次改編為電影與戲劇，皆轟動一時。
《帶子狼》不但在日本有亮眼成績，在日本漫畫外銷的初期，《帶子狼》於1987年便以英語版成功打進北美洲市場，奠定日本漫畫在西方世界的地位，成為西方人認知中最早的日本漫畫代表作之一，連美國著名漫畫家法蘭克·米勒（Frank Miller）都是《帶子狼》的漫畫迷，合計全世界《帶子狼》的發行本數在1180萬本以上。在這種影響下，像好萊塢電影《追殺比爾》與《非法正義》等作品也都有受《帶子狼》啟發的痕跡。
一些橋段如"為了怕孩子捱不住苦所以把代表流浪艱苦的刀和代表死去母親的愛的芥子人偶(或是布娃娃)擺在孩子面前讓孩子做殘酷二選一，選刀就帶著走，選人偶就送孩子下去找母親"也曾經出現在《新少林五祖》這部電影中
帶子狼的「奔草記」中的橋段，則出現在古龍的《流星．蝴蝶．劍》裡。忍者融入鄉裡隱姓埋名一輩子，喬裝幾十年，過著鄉下人的生活，就只是為了替主人在當地收集情報或作為在地暗樁。落地生根的間諜稱為「草」。《流星．蝴蝶．劍》中的馬方中及孫巨，瞞著家人自己是「草」的身分，守著避難密道十八年，在幫助孫玉伯逃脫後，為了守住秘密將妻子及一雙兒女全殺死，後自殺，為主人付出一切，古龍的靈感來源正是出自此篇。

## 主題曲
同名主題曲由橋幸夫主唱、小池一雄作詞、吉田正作曲。1970年代中期，此歌曲曾被改編為粵語歌曲《天涯孤客》，由鄭少秋主唱。而1995年香港亞洲電視以殭屍為題材的劇集《殭屍道長》，也使用了此歌曲的粵語版和日語版。至2011年，香港無綫電視喜劇劇集《荃加福祿壽探案》，將此曲重新填上搞笑歌詞演唱。此外，香港歌手尹光亦將此歌改編成粗俗歌曲《日日風光》，唯實際出版日期待查。

## 日本改編影劇

### 電影
- 帶子狼 (若山富三郎版)（日语：子連れ狼 (若山富三郎版)）
- 帶子狼 在那雙小手中 (田村正和版)（子連れ狼 その小さき手に）

### 電視劇
- 帶子狼 (萬屋錦之介版)
- 時代劇SPECIAL帶子狼（時代劇スペシャル 子連れ狼）
- 帶子狼 (高橋英樹版)
- 帶子狼 (北大路欣也版)

### 街機遊戲
- 帶子狼（英版名：Lone Wolf and Cub。日本物產株式会社1987年製作）